# Овербукінг
Овербукінг (англ. Overbooking), також надбронювання, перебронювання, перепродаж — стратегія збуту товарів (послуг), при якій постачальник товарів (послуг) бере на себе більше зобов’язань щодо постачання товару (надання послуг), ніж може виконати, розраховуючи на те, що не всі взяті зобов’язання доведеться виконувати. Також овербукінг — можливий невдалий результат застосування цієї стратегії, що виникає через помилки або збіг обставин.
Овербукінг є одним з інструментів управління доходами (англ. Yield Management або англ. Revenue Management).

## Історія виникнення та розвитку
Овербукінг як стратегія збуту вперше виник у повітряному транспорті США у 1950-х роках. Його виникнення пов’язане з маркетинговою політикою, яку проводили авіакомпанії США того часу. Зокрема, ця політика передбачала для пасажира можливість відмови від перевезення у будь-який час без будь-яких штрафних санкцій, у тому числі й після вильоту літака. При такому підході авіаквиток набував деяких властивостей грошей — він міг бути з однаковим успіхом пред’явлений для отримання зазначених послуг або для обміну назад на гроші. Такий підхід привернув до нового виду транспорту клієнтів, але породив певні проблеми. Практика показала, що у 1950 — 1960-х роках до 10 відсотків пасажирів, які купили квитки на авіарейси, не з’являлися на посадку і потім пред’являли квитки для повернення грошей. Таким чином, авіакомпанії замість пасажирів перевозили порожні крісла і через це зазнавали регулярних збитків у великих розмірах.
Стратегія овербукінгу була придумана для зменшення цих збитків. Суть цієї стратегії полягала в тому, щоб пропонувати до продажу більше квитків, ніж було місць у літаку, розраховуючи на те, що частина пасажирів не полетить цим літаком і поверне квитки. Істотним мінусом цієї стратегії був ризик того, що на посадку в літак прийде більше пасажирів, ніж є місць у літаку. І в цій ситуації перевізник виявиться не в змозі виконати взяті на себе зобов’язання і буде змушений якось компенсувати клієнту заподіяні незручності. На цей випадок авіакомпанії розробили правила щодо надання таких компенсацій. Ці правила передбачали відправлення пасажира найближчим наступним рейсом, причому якщо цей рейс мав виконуватися через значний час, то пасажиру коштом компанії надавався комплекс послуг, спрямованих на компенсацію незручностей, пов’язаних з очікуванням (харчування, місце в готелі, телефонний зв’язок із родичами, грошова компенсація тощо). Витрати компанії на такі компенсаційні послуги в кожному випадку були досить великі, проте такі ситуації траплялися рідко — близько 7-8 випадків на 10 000 перевезених пасажирів.
Стратегія овербукінгу виявилася вигідною для авіакомпаній. У 1970-х роках ця стратегія була модифікована. Описана вище ситуація, коли клієнту надаються компенсаційні послуги, отримала назву «примусова відмова від посадки» (англ. involuntary denied boarding). Модифікація стратегії полягала в тому, що при виявленні ситуації надбронювання представник авіакомпанії виходив до пасажирів, пояснював ситуацію і пропонував добровольцям відмовитися від польоту саме цим рейсом в обмін на зобов’язання перевезти добровольця найближчим рейсом авіакомпанії та певні компенсації. Це мало два позитивні ефекти. По-перше, сума витрат на компенсацію такої «добровільної відмови від посадки» (англ. voluntary denied boarding) зазвичай виявлялася меншою, ніж сума аналогічних витрат при примусовій відмові. По-друге, в результаті таких заходів статистика примусових відмов зменшилася до 0,7-0,8 випадку на 10 000 перевезених пасажирів, що зміцнило образ авіатранспорту в очах пасажирів.

## Формальні умови, що допускають застосування овербукінгу
Стратегія збуту із застосуванням овербукінгу може застосовуватися за одночасного виконання таких умов:
- Можливості постачальника товарів (послуг) щодо постачання товарів (послуг) мають жорстке обмеження зверху. При цьому статистика збуту показує, що попит на товар (послугу) може бути близьким до цього обмеження або навіть перевищити його.
- Значна частка (80-90 відсотків і більше) договорів із клієнтами на постачання товару (надання послуги) укладаються на умовах попереднього замовлення (у тому числі з попередньою оплатою товару чи послуги).
- Типові умови договору постачальника з клієнтом передбачають для клієнта широкі можливості щодо відмови від замовленого товару (послуги) і, відповідно, відмови від зобов’язання сплатити замовлення. У разі попередньої оплати замовлення це може виражатися в тому, що клієнт має право відмовитися від замовлення до настання обумовленого моменту виконання замовлення (а в деяких випадках навіть після настання цього моменту) і отримати назад сплачені за замовлення гроші. При цьому договір може передбачати стягнення з клієнта неустойки, яка становить значно меншу величину, ніж вартість замовлення (зазвичай близько 10-20 відсотків), а може й не передбачати такого стягнення. У разі оформлення договорів постачальника з клієнтами у вигляді попереднього замовлення без попередньої оплати договір може передбачати для клієнта можливість неявки до місця виконання замовлення без будь-яких негативних наслідків для клієнта.
- У разі виникнення ситуації, коли постачальник виявляється не в змозі виконати свої зобов’язання щодо постачання товару (надання послуги), можливе розв'язання виниклої проблеми з відносно невеликими витратами з боку постачальника.

## Застосування стратегії овербукінгу в різних галузях
Окрім згаданої вище галузі повітряних перевезень, збут послуг з овербукінгом може застосовуватися в інших транспортних галузях (залізничний транспорт, рейсовий водний транспорт). Крім того, овербукінг може застосовуватися в готельному бізнесі та в прокаті автомобілів.

## Умови, коли застосування стратегії овербукінгу неприпустиме
Найбільш типовою ситуацією, коли застосування стратегії овербукінгу неприпустиме, є ситуація, коли за відмову від своїх зобов’язань щодо обслуговування клієнтів постачальник повинен виплатити неустойку у великому розмірі. Наприклад, коли йдеться про бронювання морських круїзів або готелів у курортній зоні. Якщо пасажир через перебронювання не зможе сісти на круїзний теплохід, то він повинен, по-перше, отримати назад всю вартість круїзу, і, по-друге, з великою ймовірністю подасть судовий позов на компенсацію моральної шкоди за зіпсовану відпустку. У результаті втрати постачальника послуг стануть неприйнятно високими, і застосування овербукінгу буде невиправданим.
Друга типова ситуація, коли не допускається овербукінг, — це продаж товарів і послуг на умовах, коли при відмові клієнта від замовлених товарів (послуг) не проводиться повернення сплачених грошей або якісь інші компенсаційні заходи. Така ситуація виникає при продажу квитків до театрів, на спортивно-розважальні заходи тощо. Виникаючий при цьому ризик клієнта витратити гроші і не отримати замовлені послуги компенсується правом клієнта передати квиток іншій особі.

## Іс
[[Категорія:Готелі]]